# Zvlákňování

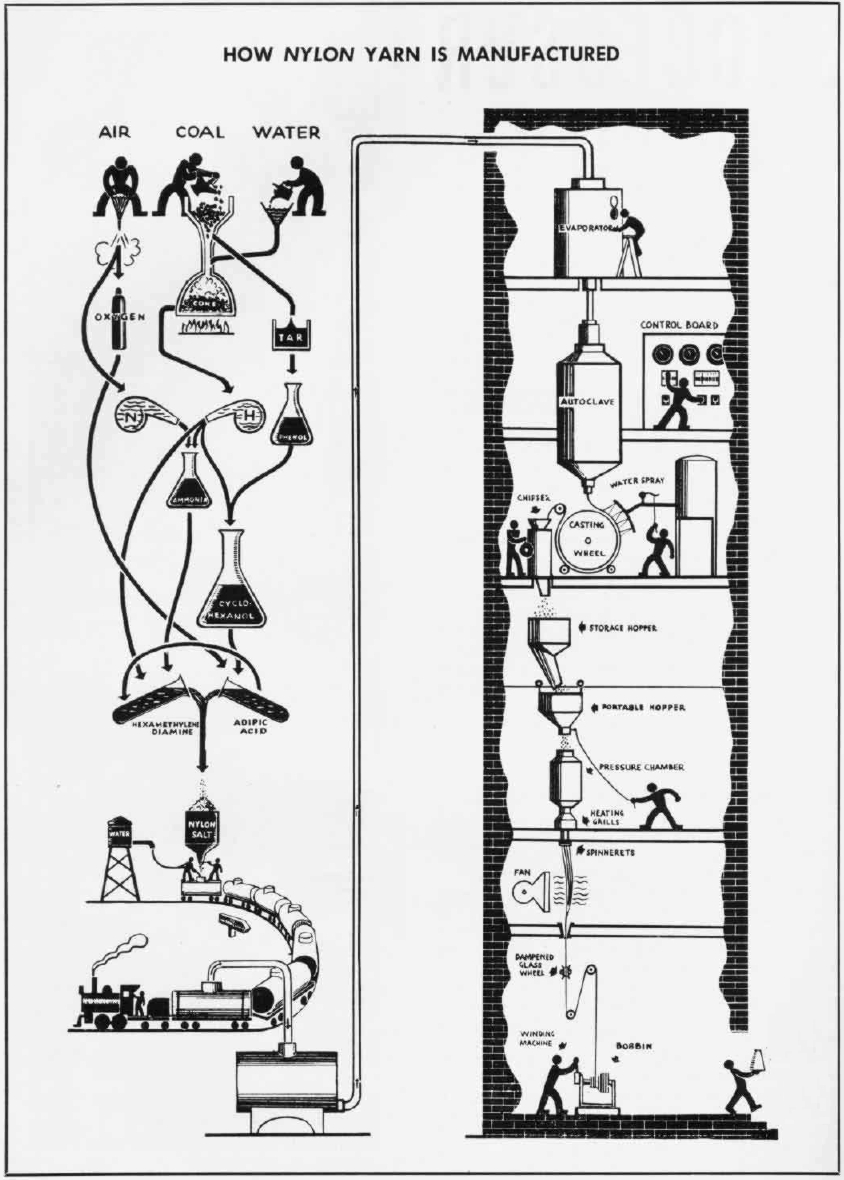
Schéma tavného zvlákňování polyamidu

Zvlákňování (angl.: fiber spinning, něm.: Faserspinnen) je proces přeměny tekuté látky na textilní vlákno.
Zvláknitelná tekutina může být
- uměle vytvořená tavenina, roztok nebo emulze[1][2]
- protein v těle housenek nebo pavouků (přírodní nebo pavoučí hedvábí)[3]

## Způsoby umělého zvlákňování
K nejznámějším technologiím patří:
| Druh zvlákňování                | Technologie (stručný popis příkladů) | Druhy materiálu             |
| Tavné                           | tavenina 30–60 °C nad tavným bodem zvlákňov. látky – tryska – chladicí komora (současné dloužení)                                                               | PES, PA, PP,GF              |
| Suché                           | surovina v těkavém rozpouštědle – tryska – šachta s proudem horkého vzduchu – vypaření rozpouštědla, dloužení                                                   | elasty, acetáty, PAC        |
| Mokré                           | polymerní roztok – tryska – srážecí (koagulační) lázeň | VI, aramidy, triacetát, PAC |
| Gelové                          | roztok polymeru s vysokou molekul. hmotností + těkavé rozpouštědlo – tryska – chlazení ve vodní lázni                                                           | PE, (PAC, PVC)              |
| Sol-gelové                      | z gelu (polymeru) se odnímá rozpouštědlo – tryska – spékání (sintrování)                                                                                        | Al2O3, SiC                  |
| Emulzní                         | disperze s polymerní matricí – tryska – srážecí lázeň – zahřívání na 400 °C, spékání                                                                            | fluorová vlákna             |
| Elektrostatické                 | mezi anodu (injekční zařízení) a katodu (sběrná deska) s el. napětím 5–15 kV se vstřikuje polymer – spojitý proud polymeru tuhne a zachycuje se na sběrné desce | nanovlákna                  |
| Chemická depozice z plynné fáze | výroba multifilamentu z dvoustěnných uhlíkových nanotrubic ve vaporizéru                                                                                        | nanotrubice                 |

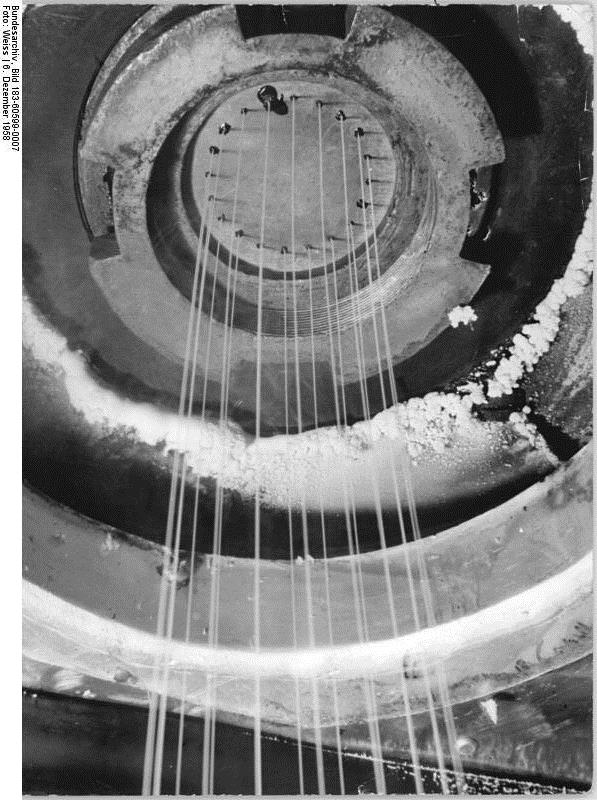
Zvlákňovací tryska (z roku 1958)

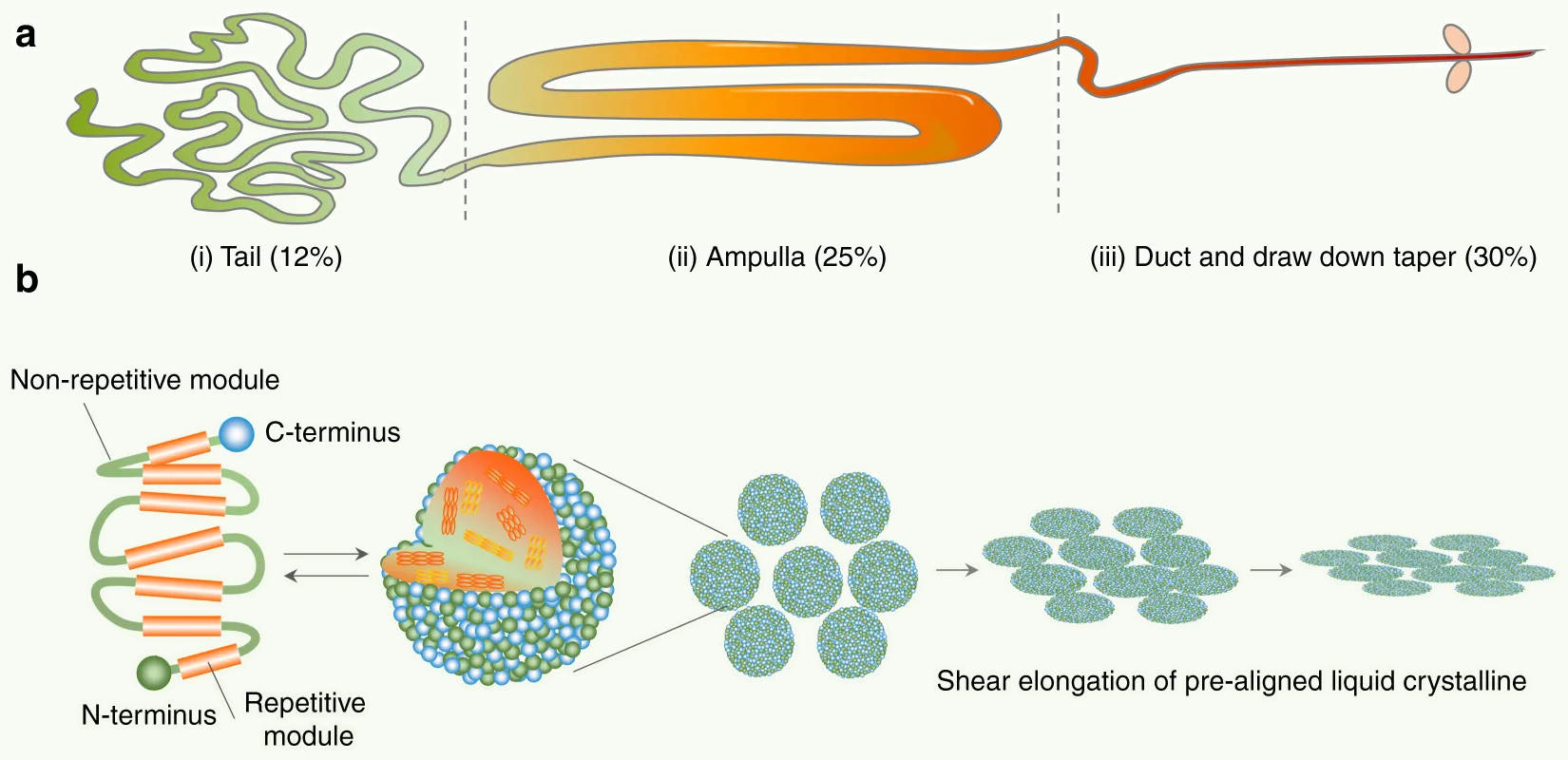
Tři fáze přeměny proteinu na hedvábné vlákno ve žláze bource morušového

Jak ukazuje tabulka, většina umělých textilních surovin pochází z tavného zvlákňování. K výrobě filamentů se používají technologie zvlákňování přes trysku. Elektrostaticky a ukládáním par se (dosud) dají vyrábět jen krátká, neuspořádaná vlákna.
K méně používaným technologiím patří:
- (např. při zvlákňování skla) foukání přes trysku, tažení z tyče, odstřeďování[9],
- různé způsoby zvlákňování kovů[10]
- při výrobě nanovláken: fázové dělení, syntéza s templátem
- pyrolýza jako součást procesu výroby uhlíkových vláken se dá pokládat za zvláštní druh zvlákňování[11]
- zvlákňování z rozpouštědla[12] (solvent-spun nebo dry-jet-wet) - např. Lyocell

## Zvlákňování proteinů
Housenka bource morušového vylučuje proteinový sekret, který na vzduchu tuhne. Smyčkovým pohybem hlavy housenka táhne a napíná vlákno a tím dochází k orientaci molekul v přírodním hedvábí.
Protein určitých pavouků se naočkovává kozám, jejichž mléko se s přidáním solí tlačí přes trysku a tak vzniká pavoučí hedvábí.